# Национални парк Чаваш Вармане
Национални парк Чаваш Вармане (рус. Национальный парк «Чаваш Вармане») је велика шума у средњем делу реке Волге и један од националних паркова Русије. Парк је створен да служи двоструком циљу очувања биолошке разноврсности и заштите представника локације народа Чуваши. Налази се на око 100 км западно од места где се река Кама улива у Волгу, на источно-централној равници Европе. Парк припада Шемуршинском рејону у Чувашкој Републици, у Русији.

## Топографија
На подручју од око 160 km², Национални парк Чаваш Вармане има три врсте шума : шуме јужне тајге, храстове шуме око реке Волге и мешовите четинарске шуме. Територија покривена шумом је приближно правоугаона и простире се 24 км од севера према југу и 17 км од истока према западу. Заштитна зона је 12 км површине парка, а успостављене су и унутрашње зоне за замену еколошких резерви, за рекреацију и за објекте намењене посетиоцима. Шума покрива чак 95% парка, а остало земљиште је мочварно, прекривено травњацима и пашњацима. Шума се налази на мрежи речних долина, које северна река Абаџе пресеца заједно са реком Бездном са запада, а оне се сусрећу средином парка и протичу јужно, заједно са бројим другим притокама.

## Историја и туризам
Национални парк је основан 20. јуна 1993. године, уредбом Владе Руске Федерације. Године 2011. награђен је дипломом победника конкурса Седам чуда Чувашије у номинацији Чудо природе.
У древним временима, простор парка је био у зони сусрета између две културе: номадских степских народа на југу, и пољопривреде у шумском подручју. Шумарска индустрија обухвата израду угља и екстракцију катрана. Парк задовољава све еоколошке и етноеколошке стандарде, а у њему је изграђен велики број стаза са образовним знаковима о шумском окружењу и коришћењем шуме.

## Биљни и животињски свет
Списак дрвећа који је спроведен 2005. године забележио је 45% борове шуме, 27% бреза, 15% топола и 13% осталог дрвећа на простору парка. Младица је било 48%, дрвећа средњих година 40%, а 6% дрвећа било је на старосном добу; просечна старост стабала у парку је 50 година. Менаџмент парка је истакао да су високи нивои средњих стабала услед интензивне експлоатације у претпарковим временима, као и великог шумског пожара 1972. године
У парку се налази велики број животињских врста. Преко 90% врста пронађених у Чувашкој Републици налази се у овом националном парку. Записи указују да на простуру парка постоји 40 врста сисара, 170 врста птица (њих 90 се гнезде у парку), 16 врста водоземаца и гмизаваца и 19 врста риба. У пределима где преовлађује борова шума распрострањен је зец, веверица, дабар, твор, канадска куна, жаба и многе друге животоње. Од оснивања парка, забрањен је лов, а овај простор поново настањују браон медведи, вукови и дабар. У рекама и језерима пронађено је девет врста риба : клен, црвенперка, Alburnoides taeniatus, бодорка, Giuris margaritacea, лињак, јаз, шаранке и пастрмка. Парк настањује и црни орао, једна од најугроженијих врста птица у Европи.

## Клима и екорегион
Клима у Националном парку Чаваш Вармане је умереноконтинентална клима, а тепмературе се крећу од –13 C у јануару , до 19 C у јулу. Просечан број падавина током године је од 607 - 657 мм
Трајање топле сезоне, што подразумева температуре изнад нуле је између 200–201 дана у години. Постоји циклус суше сваких 3-4 године, али довољан је и мали број падавина како би се шума одржала